# Emma Tucker
Emma Tucker, född 24 oktober 1966 i London i Storbritannien, är en brittisk journalist.
Emma Tucker är dotter till Nicholas Tucker och Jacqueline Anthony. Hon gick i gymnasium 1983–1985 på Armand Hammer United World College of the American West i Montezuma, New Mexico i USA, en av skolorna i United World Colleges-rörelsen. Därefter studerade hon filosofi, statsvetenskap och nationalekonomi vid University College, Oxford.
År 1990 började Emma Tucker som trainee på Financial Times. Hon var korrespondent i Bryssel 1994–1996 och i Berlin 2000–2003.
Hon var på The Times in 2007–2020, från 2013 biträdande chefredaktör. År 2020 blev hon chefredaktör på The Sunday Times.
Emma Tucker anställdes i december 2022 till chefredaktör på The Wall Street Journal från februari 2023.
Hon har tre barn. Hon är sedan 2008 gift i andra äktenskapet med Peter Andreas Howarth.